# Joan Verdú
Joan Verdú Fernández (Barcelona, 1983. május 5. –) spanyol labdarúgó, jelenleg az Levante UD középpályása.

## Karrierje
Verdú az FC Barcelona nevelése, sokáig annak tartalékcsapatában játszott. Az első csapatban végül egy mérkőzésen lépett pályára, 2004 decemberében, az FK Sahtar Doneck elleni BL-csoportmérkőzésen.
2006-ban a Deportivóhoz igazolt. Itt három évet töltött, ezalatt kilenc gólt szerzett.
2009-ben visszatért Katalóniába, az RCD Espanyol játékosa lett.